# Discografia de Billie Eilish
A discografia de Billie Eilish, uma cantora e compositora norte-americana, consiste em três álbuns de estúdio, um álbum ao vivo, seis extended plays (EPs), 35 singles, um single promocional e 31 videoclipes. Eilish é a primeira artista nascida no século XXI a alcançar a primeira colocação do Billboard Hot 100, do Billboard 200 e a vencer um Óscar, assim como a mais jovem a vencer dois Óscars. Na cerimônia do Grammy Awards de 2020, a cantora tornou-se a mais jovem da história a vencer as quatro principais categorias. Eilish acumula 9 Grammys, com 32 indicações, além de 5 discos de diamante, 40 de platina e 11 de ouro, nos Estados Unidos.
Seu álbum de estúdio de estreia, When We All Fall Asleep, Where Do We Go?, foi lançado em 29 de março de 2019 e alcançou o número um em vários países, incluindo EUA, Reino Unido, Austrália e Canadá. Eilish quebrou o recorde de mais hits simultâneos no Billboard Hot 100 entre as mulheres. O álbum fechou seu ano de estreia com 2,5 milhões de unidades equivalente ao álbum, sendo 113 mil vinis, e 2,3 bilhões de streams.
Em abril de 2021, ela anunciou seu segundo álbum de estúdio, Happier Than Ever, que acabou sendo lançado em 30 de julho do mesmo ano. Seus singles "My Future", "Therefore I Am" e "Your Power" marcam, respectivamente, o terceiro, quarto e quinto top 10 de Eilish no Billboard Hot 100. Além disso, "My Future" superou "Bad Guy" e se tornou a maior estreia da cantora no Billboard Hot 100 (na sexta posição) e "Therefore I Am" conseguiu um salto de 92 posições em uma semana, sendo o quinto maior salto da história da parada musical. No Canadá, todas as canções do álbum alcançaram alguma posição na parada musical nacional.
Seu terceiro álbum de estúdio, Hit Me Hard and Soft, foi lançado em 17 de maio de 2024, estreando na segunda colocação do Billboard 200 com o melhor resultado na primeira semana de sua carreira, com 339 mil unidades vendidas. O álbum está indicado no Grammy Awards de 2025 a Álbum do Ano e Álbum Vocal de Pop, com suas faixas presentes em Gravação do Ano, Canção do Ano, entre outras. Em agosto de 2024, Eilish tornou-se, pela primeira vez, a artista mais ouvida mensalmente no Spotify, com "Birds of a Feather" no topo das canções mais ouvidas na plataforma.

## Álbuns

### Álbuns de estúdio
| Álbum                                                                                         | Detalhe do álbum | Melhores posições nas tabelas musicais | Melhores posições nas tabelas musicais | Melhores posições nas tabelas musicais | Melhores posições nas tabelas musicais | Melhores posições nas tabelas musicais | Melhores posições nas tabelas musicais | Melhores posições nas tabelas musicais | Melhores posições nas tabelas musicais | Melhores posições nas tabelas musicais | Melhores posições nas tabelas musicais | Vendas                                          | Certificações |
| Álbum                                                                                         | Detalhe do álbum | EUA                                    | AUT                                    | BEL                                    | CAN                                    | DIN                                    | HOL                                    | NOR                                    | NZL                                    | SUE                                    | GBR                                    | Vendas                                          | Certificações |
| --------------------------------------------------------------------------------------------- | --- | -------------------------------------- | -------------------------------------- | -------------------------------------- | -------------------------------------- | -------------------------------------- | -------------------------------------- | -------------------------------------- | -------------------------------------- | -------------------------------------- | -------------------------------------- | ----------------------------------------------- | --- |
| When We All Fall Asleep, Where Do We Go?                                                      | - Lançamento: 29 de março de 2019 - Gravadora: Darkroom - Formatos: CD, disco de vinil, fita cassete, download digital, streaming             | 1                                      | 1                                      | 1                                      | 1                                      | 1                                      | 1                                      | 1                                      | 1                                      | 1                                      | 1                                      | - : 1 200 000 - : 83 000 - : 93 453 - : 370 000 | - RIAA: 4× Platina - ARIA: 4× Platina - BPI: 3× Platina - IFPI AUT: 4× Platina - IFPI NOR: 7× Platina - MC: 5× Platina |
| Happier Than Ever                                                                             | - Lançamento: 30 de julho de 2021 - Gravadora: Darkroom, Interscope - Formatos: CD, disco de vinil, fita cassete, download digital, streaming | 1                                      | 1                                      | 1                                      | 1                                      | 1                                      | 1                                      | 1                                      | 1                                      | 1                                      | 1                                      | - : 430 000 - : 18 000 - : 39 000               | - ARIA: 1× Platina - BPI: 1× Platina - IFPI AUT: 1× Platina                                                            |
| Hit Me Hard and Soft (original ou versão "Isolated Vocals")                                   | - Lançamento: 17 de maio de 2024 - Gravadora: Darkroom, Interscope - Formatos: CD, disco de vinil, fita cassete, download digital, streaming  | 2                                      | 1                                      | 1                                      | 1                                      | 1                                      | 1                                      | 1                                      | 1                                      | 1                                      | 1                                      | - : 306 000                                     | - RIAA: 1× Platina - BPI: 1× Platina - IFPI AUT: 1× Platina - MC: 2× Platina                                           |
| "—" indica que a gravação não foi incluída nas paradas ou não foi distribuída naquela região. | |                                        |                                        |                                        |                                        |                                        |                                        |                                        |                                        |                                        |                                        |                                                 | |

### Álbuns ao vivo
| Título                    | Detalhe do álbum                                                                      | Melhores posições nas tabelas musicais |
| Título                    | Detalhe do álbum                                                                      | EUA                                    |
| ------------------------- | ------------------------------------------------------------------------------------- | -------------------------------------- |
| Live at Third Man Records | - Lançamento: 6 de dezembro de 2019 - Gravadora: Third Man - Formatos: disco de vinil | 55                                     |

## EPs
| Don't Smile at Me                                                                             | - Lançamento: 11 de agosto de 2017 - Gravadora: Interscope - Formatos: CD, disco de vinil, fita cassete, download digital, streaming | 14 | 23 | 10 | 10 | 11 | 10 | 6 | 3 | 4 | 12 | - RIAA: 1× Platina - ARIA: 2× Platina - BPI: 2× Platina - IFPI AUT: 1× Platina - MC: 1× Platina |
| Guitar Songs                                                                                  | - Lançamento: 21 de julho de 2022 - Gravadora: Darkroom, Interscope - Formatos: Download digital, streaming                          | —  | —  | —  | —  | —  | —  | — | — | — | —  |                                                                                                 |
| "—" indica que a gravação não foi incluída nas paradas ou não foi distribuída naquela região. | |    |    |    |    |    |    |   |   |   |    |                                                                                                 |

### EPs ao vivo
| Up Next Session: Billie Eilish                                                                | - Lançamento: 20 de setembro de 2017 - Gravadora: Darkroom, Interscope - Formatos: download digital, streaming            | —  |
| Billie Eilish Live at the Steve Jobs Theater                                                  | - Lançamento (download): 19 de dezembro de 2019 - Gravadora: Darkroom, Interscope - Formatos: Download digital, streaming | —  |
| Prime Day Show x Billie Eilish                                                                | - Lançamento: 16 de junho de 2021 - Gravadora: Darkroom, Interscope - Formatos: Download digital, streaming               | 87 |
| Apple Music Live: Billie Eilish                                                               | - Lançamento: 1 de outubro de 2022 - Gravadora: Darkroom, Interscope - Formatos: Download digital, streaming              | —  |
| "—" indica que a gravação não foi incluída nas paradas ou não foi distribuída naquela região. | |    |

## Singles

### Como artista principal
| Ano                                                                                           | Canção                                            | Posições em paradas musicais | Posições em paradas musicais | Posições em paradas musicais | Posições em paradas musicais | Posições em paradas musicais | Posições em paradas musicais | Posições em paradas musicais | Posições em paradas musicais | Posições em paradas musicais | Posições em paradas musicais | Certificações | Álbum                                                                                                |
| Ano                                                                                           | Canção                                            | EUA                          | ALE                          | AUT                          | BEL                          | FRA                          | HOL                          | SUE                          | SUI                          | CAN                          | GBR                          | Certificações | Álbum                                                                                                |
| --------------------------------------------------------------------------------------------- | ------------------------------------------------- | ---------------------------- | ---------------------------- | ---------------------------- | ---------------------------- | ---------------------------- | ---------------------------- | ---------------------------- | ---------------------------- | ---------------------------- | ---------------------------- | --- | --- |
| 2016                                                                                          | "Six Feet Under" (original ou remixes)            | —                            | —                            | —                            | —                            | —                            | —                            | —                            | —                            | —                            | —                            | - RIAA: 1× Ouro - PMB: 1× Platina - ARIA: 2× Platina - BPI: 1× Prata - IFPI AUT: 1× Ouro - MC: 1× Ouro                                                        | Adicionado à nenhum álbum                                                                            |
| 2016                                                                                          | "Ocean Eyes" (original ou remixes)                | 84                           | —                            | —                            | —                            | —                            | —                            | 88                           | —                            | 68                           | 72                           | - RIAA: 3× Platina - PMB: 1× Platina - ARIA: 9× Platina - BPI: 3× Platina - IFPI AUT: 2× Platina - IFPI NOR: 1× Ouro - MC: 3× Platina                         | Don't Smile at Me Everything, Everything (Original Motion Picture Soundtrack)                        |
| 2017                                                                                          | "Bellyache" (original ou remix de Marian Hill)    | —                            | —                            | —                            | —                            | —                            | —                            | —                            | —                            | 65                           | 79                           | - RIAA: 2× Platina - PMB: 2× Platina - ARIA: 5× Platina - BPI: 1× Platina - IFPI AUT: 1× Platina - MC: 1× Platina                                             | Don't Smile at Me                                                                                    |
| 2017                                                                                          | "Bored"                                           | —                            | 88                           | 57                           | —                            | 64                           | —                            | 57                           | 59                           | —                            | —                            | - RIAA: 1× Ouro - PMB: 1× Diamante - ARIA: 3× Platina - BPI: 1× Ouro - IFPI AUT: 1× Platina                                                                   | 13 Reasons Why (A Netflix Original Series Soundtrack)                                                |
| 2017                                                                                          | "Watch"                                           | —                            | —                            | —                            | —                            | —                            | —                            | —                            | —                            | —                            | —                            | - RIAA: 1× Platina - PMB: 1× Platina - ARIA: 3× Platina - BPI: 1× Ouro - IFPI AUT: 1× Ouro - MC: 1× Platina                                                   | Don't Smile at Me                                                                                    |
| 2017                                                                                          | "Copycat"                                         | —                            | —                            | —                            | —                            | —                            | —                            | —                            | —                            | 100                          | —                            | - RIAA: 1× Platina - PMB: 2× Platina - ARIA: 2× Platina - BPI: 1× Ouro - IFPI AUT: 1× Ouro - MC: 1× Platina                                                   | Don't Smile at Me                                                                                    |
| 2017                                                                                          | "Idontwannabeyouanymore"                          | 96                           | —                            | —                            | —                            | —                            | —                            | —                            | —                            | 60                           | 78                           | - RIAA: 2× Platina - PMB: 3× Platina - ARIA: 4× Platina - BPI: 1× Platina - IFPI AUT: 1× Platina - MC: 1× Platina                                             | Don't Smile at Me                                                                                    |
| 2017                                                                                          | "My Boy" (original ou remix de TroyBoi ("MyBoi")) | —                            | —                            | —                            | —                            | —                            | —                            | —                            | —                            | —                            | —                            | - RIAA: 1× Platina - PMB: 1× Platina - ARIA: 2× Platina - BPI: 1× Ouro - IFPI AUT: 1× Ouro - MC: 1× Platina                                                   | Don't Smile at Me                                                                                    |
| 2017                                                                                          | "&Burn" (com Vince Staples)                       | —                            | —                            | —                            | —                            | —                            | —                            | —                            | —                            | —                            | —                            | - RIAA: 1× Ouro - PMB: 1× Ouro - ARIA: 1× Platina - BPI: 1× Prata - MC: 1× Ouro                                                                               | Don't Smile at Me                                                                                    |
| 2018                                                                                          | "Bitches Broken Hearts"                           | —                            | —                            | —                            | —                            | —                            | —                            | —                            | —                            | —                            | —                            | - RIAA: 1× Platina - PMB: 1× Platina - ARIA: 1× Platina - BPI: 1× Prata - MC: 1× Platina                                                                      | Don't Smile at Me (edição japonesa) When We All Fall Asleep, Where Do We Go? (edição deluxe)         |
| 2018                                                                                          | "Lovely" (com Khalid)                             | 64                           | 78                           | 60                           | —                            | 117                          | 55                           | 51                           | 46                           | 46                           | 47                           | - RIAA: 1× Diamante - PMB: 4× Diamante - ARIA: 12× Platina - BPI: 3× Platina - GLF: 1× Platina - IFPI AUT: 1× Platina - IFPI NOR: 3× Platina - MC: 4× Platina | Don't Smile at Me (edição japonesa) 13 Reasons Why: Season 2                                         |
| 2018                                                                                          | "Party Favor"                                     | —                            | —                            | —                            | —                            | —                            | —                            | —                            | —                            | —                            | —                            | - 1× Ouro - PMB: 1× Ouro - ARIA: 1× Platina - BPI: 1× Prata - MC: 1× Ouro                                                                                     | Don't Smile at Me                                                                                    |
| 2018                                                                                          | "You Should See Me in a Crown"                    | 41                           | 79                           | —                            | —                            | 59                           | —                            | 43                           | —                            | 27                           | 60                           | - RIAA: 2× Platina - PMB: 1× Diamante - ARIA: 4× Platina - BPI: 1× Platina - IFPI AUT: 1× Platina - MC: 2× Platina                                            | When We All Fall Asleep, Where Do We Go?                                                             |
| 2018                                                                                          | "When the Party's Over"                           | 29                           | 45                           | 25                           | 31                           | 96                           | 34                           | 10                           | 23                           | 14                           | 21                           | - RIAA: 3× Diamante - PMB: 2× Diamante - ARIA: 9× Platina - BPI: 2× Platina - GLF: 3× Platina - IFPI AUT: 2× Platina - IFPI NOR: 3× Platina - MC: 4× Platina  | When We All Fall Asleep, Where Do We Go?                                                             |
| 2018                                                                                          | "Come Out and Play"                               | 69                           | —                            | 53                           | —                            | —                            | 77                           | 69                           | 61                           | 36                           | 47                           | - PMB: 1× Platina - ARIA: 1× Platina - BPI: 1× Prata - MC: 1× Platina                                                                                         | When We All Fall Asleep, Where Do We Go? (edição japonesa)                                           |
| 2019                                                                                          | "When I Was Older"                                | —                            | —                            | —                            | —                            | —                            | —                            | —                            | —                            | —                            | —                            | - PMB: 1× Ouro - ARIA: 1× Ouro | When We All Fall Asleep, Where Do We Go? (edição japonesa) Roma (Original Motion Picture Soundtrack) |
| 2019                                                                                          | "Bury a Friend"                                   | 14                           | 14                           | 6                            | 13                           | 82                           | 10                           | 1                            | 10                           | 10                           | 6                            | - RIAA: 3× Platina - PMB: 1× Diamante - ARIA: 5× Platina - BPI: 1× Platina - GLF: 2× Platina - IFPI AUT: 1× Platina - IFPI NOR: 1× Platina - MC: 3× Platina   | When We All Fall Asleep, Where Do We Go?                                                             |
| 2019                                                                                          | "Wish You Were Gay"                               | 31                           | 52                           | 16                           | 45                           | 120                          | 35                           | 13                           | 46                           | 12                           | 13                           | - RIAA: 1× Platina - PMB: 1× Diamante - ARIA: 3× Platina - BPI: 1× Platina - GLF: 1× Ouro - IFPI AUT: 1× Platina - IFPI NOR: 1× Ouro - MC: 1× Ouro            | When We All Fall Asleep, Where Do We Go?                                                             |
| 2019                                                                                          | "Bad Guy" (original ou com Justin Bieber)         | 1                            | 4                            | 2                            | 3                            | 5                            | 5                            | 2                            | 2                            | 1                            | 2                            | - RIAA: 1× Diamante - PMB: 6× Diamante - ARIA: 15× Platina - BPI: 4× Platina - GLF: 4× Platina - IFPI AUT: 5× Platina - IFPI NOR: 4× Platina - MC: 6× Platina | When We All Fall Asleep, Where Do We Go?                                                             |
| 2019                                                                                          | "All the Good Girls Go to Hell"                   | 46                           | 63                           | —                            | —                            | 179                          | 42                           | 25                           | —                            | 19                           | 77                           | - RIAA: 1× Platina - PMB: 1× Diamante - ARIA: 2× Platina - BPI: 1× Platina - IFPI AUT: 1× Platina - MC: 1× Platina                                            | When We All Fall Asleep, Where Do We Go?                                                             |
| 2019                                                                                          | "Everything I Wanted"                             | 8                            | 9                            | 3                            | 4                            | 33                           | 4                            | 3                            | 2                            | 6                            | 3                            | - RIAA: 3× Platina - PMB: 2× Diamante - ARIA: 6× Platina - BPI: 2× Platina - GLF: 1× Platina - IFPI AUT: 2× Platina - IFPI NOR: 2× Platina - MC: 4× Platina   | When We All Fall Asleep, Where Do We Go? (edição japonesa)                                           |
| 2020                                                                                          | "No Time to Die"                                  | 16                           | 5                            | 2                            | 3                            | 26                           | 3                            | 3                            | 2                            | 11                           | 1                            | - RIAA: 1× Platina - PMB: 3× Platina - ARIA: 2× Platina - BPI: 1× Platina - IFPI AUT: 1× Platina - IFPI NOR: 1× Ouro - MC: 1× Platina                         | No Time To Die (Original Motion Picture Soundtrack)                                                  |
| 2020                                                                                          | "Ilomilo" (original ou versão ao vivo)            | 62                           | 98                           | —                            | —                            | —                            | —                            | 63                           | —                            | 38                           | —                            | - RIAA: 1× Ouro - PMB: 2× Platina - ARIA: 1× Platina - BPI: 1× Prata - IFPI AUT: 1× Ouro - MC: 1× Ouro                                                        | When We All Fall Asleep, Where Do We Go?                                                             |
| 2020                                                                                          | "My Future"                                       | 6                            | 47                           | 28                           | 25                           | 94                           | 30                           | 12                           | 16                           | 9                            | 7                            | - PMB: 3× Platina - ARIA: 1× Platina - IFPI AUT: 1× Ouro - MC: 1× Platina                                                                                     | Happier Than Ever                                                                                    |
| 2020                                                                                          | "Therefore I Am"                                  | 2                            | 5                            | 2                            | 10                           | 34                           | 11                           | 4                            | 2                            | 2                            | 2                            | - PMB: 1× Diamante - ARIA: 3× Platina - BPI: 1× Platina - IFPI AUT: 1× Platina - GLF: 1× Platina - MC: 2× Platina                                             | Happier Than Ever                                                                                    |
| 2021                                                                                          | "Lo Vas a Olvidar" (com Rosalía)                  | 62                           | 63                           | 37                           | 43                           | 78                           | 50                           | 37                           | 10                           | 50                           | 35                           | | Trilha sonora do episódio "Fuck Anyone Who's Not a Sea Blob" de Euphoria                             |
| 2021                                                                                          | "Your Power"                                      | 10                           | 17                           | 8                            | 17                           | 41                           | 9                            | 3                            | 4                            | 6                            | 5                            | - PMB: 3× Platina - ARIA: 1× Platina - BPI: 1× Ouro - IFPI AUT: 1× Ouro                                                                                       | Happier Than Ever                                                                                    |
| 2021                                                                                          | "Lost Cause"                                      | 27                           | 45                           | 24                           | —                            | 99                           | 48                           | 25                           | 17                           | 16                           | 14                           | - ARIA: 1× Platina - PMB: 2× Platina - BPI: 1× Prata | Happier Than Ever                                                                                    |
| 2021                                                                                          | "NDA"                                             | 39                           | 35                           | 31                           | —                            | 104                          | 55                           | 25                           | 27                           | 18                           | 23                           | - PMB: 2× Platina - ARIA: 1× Platina - BPI: 1× Prata | Happier Than Ever                                                                                    |
| 2021                                                                                          | "Happier Than Ever"                               | 11                           | 23                           | 12                           | 28                           | 39                           | 15                           | 13                           | 13                           | 6                            | 4                            | - PMB: 3× Diamante - ARIA: 5× Platina - BPI: 1× Platina - GLF: 1× Platina - IFPI AUT: 2× Platina                                                              | Happier Than Ever                                                                                    |
| 2021                                                                                          | "Male Fantasy"                                    | —                            | —                            | —                            | —                            | —                            | —                            | —                            | —                            | 62                           | —                            | - PMB: 1× Platina - ARIA: 1× Ouro | Happier Than Ever                                                                                    |
| 2023                                                                                          | "Hotline (Edit)"                                  | —                            | —                            | —                            | —                            | —                            | —                            | —                            | 68                           | —                            | 69                           | - PMB: 2× Platina - ARIA: 1× Ouro | Não adicionado à nenhum álbum                                                                        |
| 2023                                                                                          | "What Was I Made For?"                            | 14                           | 9                            | 3                            | 10                           | 25                           | 5                            | 5                            | 1                            | 10                           | 1                            | - RIAA: 1× Platina - PMB: 1× Diamante - BPI: 1× Platina - GLF: 1× Platina - IFPI AUT: 1× Ouro - MC: 4× Platina                                                | Barbie: The Album                                                                                    |
| 2024                                                                                          | "Lunch"                                           | 5                            | 5                            | 2                            | 2                            | 16                           | 4                            | 4                            | 3                            | 7                            | 2                            | - RIAA: 1× Platina - BPI: 1× Ouro - IFPI AUT: 1× Ouro - MC: 2× Platina                                                                                        | Hit Me Hard and Soft                                                                                 |
| 2024                                                                                          | "Birds of a Feather"                              | 2                            | 4                            | 3                            | 7                            | 18                           | 4                            | 5                            | 2                            | 3                            | 2                            | - RIAA: 4× Platina - BPI: 1× Platina - IFPI AUT: 1× Platina - MC: 3× Platina                                                                                  | Hit Me Hard and Soft                                                                                 |
| "—" indica que a gravação não foi incluída nas paradas ou não foi distribuída naquela região. |                                                   |                              |                              |                              |                              |                              |                              |                              |                              |                              |                              | | |

### Como artista convidada
| Ano  | Canção                                                           | Posições em paradas musicais | Posições em paradas musicais | Posições em paradas musicais | Posições em paradas musicais | Posições em paradas musicais | Posições em paradas musicais | Posições em paradas musicais | Posições em paradas musicais | Posições em paradas musicais | Posições em paradas musicais | Certificações                     | Álbum                                                  |
| Ano  | Canção                                                           | EUA                          | ALE                          | AUT                          | BEL                          | FRA                          | HOL                          | SUE                          | SUI                          | CAN                          | GBR                          | Certificações                     | Álbum                                                  |
| ---- | ---------------------------------------------------------------- | ---------------------------- | ---------------------------- | ---------------------------- | ---------------------------- | ---------------------------- | ---------------------------- | ---------------------------- | ---------------------------- | ---------------------------- | ---------------------------- | --------------------------------- | ------------------------------------------------------ |
| 2024 | "Guess featuring Billie Eilish" (Charli xcx part. Billie Eilish) | 12                           | 14                           | 3                            | 38                           | 53                           | 14                           | 7                            | 5                            | 9                            | 1                            | - ARIA: 1× Platina - BPI: 1× Ouro | Brat and It's Completely Different but Also Still Brat |

### SinglesPromocionais
| Ano                                                                                           | Canção                                                          | Posições em paradas musicais | Posições em paradas musicais | Posições em paradas musicais | Posições em paradas musicais | Posições em paradas musicais | Posições em paradas musicais | Posições em paradas musicais | Posições em paradas musicais | Posições em paradas musicais | Posições em paradas musicais | Certificações                                    | Álbum                |
| Ano                                                                                           | Canção                                                          | EUA                          | ALE                          | AUT                          | BEL                          | FRA                          | HOL                          | SUE                          | SUI                          | CAN                          | GBR                          | Certificações                                    | Álbum                |
| --------------------------------------------------------------------------------------------- | --------------------------------------------------------------- | ---------------------------- | ---------------------------- | ---------------------------- | ---------------------------- | ---------------------------- | ---------------------------- | ---------------------------- | ---------------------------- | ---------------------------- | ---------------------------- | ------------------------------------------------ | -------------------- |
| 2024                                                                                          | "Over Now" (versão extendida ou original ("L'amour de ma vie")) | 22                           | —                            | —                            | 47                           | 38                           | —                            | 72                           | —                            | 21                           | 96                           | - RIAA: 1× Ouro - BPI: 1× Prata - MC: 1× Platina | Hit Me Hard and Soft |
| "—" indica que a gravação não foi incluída nas paradas ou não foi distribuída naquela região. |                                                                 |                              |                              |                              |                              |                              |                              |                              |                              |                              |                              |                                                  |                      |

## Outras músicas certificadas ou em paradas
| Ano                                                                                           | Canção                      | Posições em paradas musicais | Posições em paradas musicais | Posições em paradas musicais | Posições em paradas musicais | Posições em paradas musicais | Posições em paradas musicais | Posições em paradas musicais | Posições em paradas musicais | Posições em paradas musicais | Posições em paradas musicais | Certificações | Álbum                                    |
| Ano                                                                                           | Canção                      | EUA                          | ALE                          | AUT                          | BEL                          | FRA                          | HOL                          | SUE                          | SUI                          | CAN                          | GBR                          | Certificações | Álbum                                    |
| --------------------------------------------------------------------------------------------- | --------------------------- | ---------------------------- | ---------------------------- | ---------------------------- | ---------------------------- | ---------------------------- | ---------------------------- | ---------------------------- | ---------------------------- | ---------------------------- | ---------------------------- | --- | ---------------------------------------- |
| 2017                                                                                          | "Hostage"                   | —                            | —                            | —                            | —                            | —                            | —                            | —                            | —                            | –                            | —                            | - RIAA: 1× Platina - PMB: 1× Platina - ARIA: 2× Platina - BPI: 1× Ouro - IFPI AUT: 1× Ouro - MC: 1× Ouro                               | Don’t Smile at Me                        |
| 2019                                                                                          | "!!!!!!!"                   | —                            | —                            | —                            | —                            | —                            | —                            | —                            | —                            | 79                           | —                            | | When We All Fall Asleep, Where Do We Go? |
| 2019                                                                                          | "Xanny"                     | 35                           | 78                           | —                            | —                            | 179                          | 48                           | —                            | 32                           | 26                           | —                            | - RIAA: 1× Platina - PMB: 3× Platina - ARIA: 1× Platina - BPI: 1× Ouro - IFPI AUT: 1× Ouro                                             | When We All Fall Asleep, Where Do We Go? |
| 2019                                                                                          | "8"                         | 79                           | —                            | —                            | —                            | —                            | 83                           | 77                           | —                            | 52                           | —                            | - RIAA: 1× Ouro - ARIA: 1× Platina - PMB: 1× Platina - BPI: 1× Ouro - MC: 1× Ouro                                                      | When We All Fall Asleep, Where Do We Go? |
| 2019                                                                                          | "My Strange Addiction"      | 43                           | 86                           | —                            | —                            | —                            | 51                           | 46                           | —                            | 21                           | —                            | - RIAA: 1× Platina - PMB: 1× Platina - ARIA: 2× Platina - BPI: 1× Ouro - MC: 1× Platina                                                | When We All Fall Asleep, Where Do We Go? |
| 2019                                                                                          | "Listen Before I Go"        | 63                           | –                            | —                            | —                            | —                            | 73                           | 71                           | —                            | 42                           | —                            | - RIAA: 1× Ouro - PMB: 2× Platina - ARIA: 2× Platina - BPI: 1× Ouro - IFPI AUT: 1× Ouro - MC: 1× Ouro                                  | When We All Fall Asleep, Where Do We Go? |
| 2019                                                                                          | "I Love You"                | 53                           | —                            | —                            | —                            | —                            | 61                           | 47                           | —                            | 35                           | —                            | - RIAA: 1× Platina - PMB: 1× Diamante - ARIA: 3× Platina - BPI: 1× Platina - IFPI AUT: 1× Platina - IFPI NOR: 1× Ouro - MC: 1× Platina | When We All Fall Asleep, Where Do We Go? |
| 2019                                                                                          | "Goodbye"                   | —                            | —                            | —                            | —                            | —                            | —                            | —                            | —                            | 69                           | —                            | - PMB: 1× Platina - ARIA: 1× Ouro - BPI: 1× Prata                                                                                      | When We All Fall Asleep, Where Do We Go? |
| 2021                                                                                          | "Getting Older"             | 69                           | —                            | 43                           | —                            | 110                          | 60                           | 64                           | 39                           | 41                           | 28                           | - PMB: 1× Ouro - ARIA: 1× Ouro - BPI: 1× Prata                                                                                         | Happier Than Ever                        |
| 2021                                                                                          | "Oxytocin"                  | 72                           | —                            | —                            | —                            | 130                          | —                            | 52                           | —                            | 47                           | 32                           | - PMB: 2× Platina - ARIA: 1× Ouro | Happier Than Ever                        |
| 2021                                                                                          | "Billie Bossa Nova"         | 70                           | —                            | —                            | —                            | 121                          | —                            | 98                           | 48                           | 46                           | —                            | - PMB: 1× Platina - ARIA: 1× Platina - BPI: 1× Prata                                                                                   | Happier Than Ever                        |
| 2021                                                                                          | "I Didn't Change My Number" | 80                           | —                            | —                            | —                            | 146                          | 64                           | 82                           | —                            | 52                           | —                            | - PMB: 1× Platina - ARIA: 1× Ouro | Happier Than Ever                        |
| 2021                                                                                          | "Halley's Comet"            | 90                           | —                            | —                            | —                            | —                            | —                            | 70                           | —                            | 59                           | —                            | - PMB: 2× Platina - ARIA: 1× Ouro - BPI: 1× Prata                                                                                      | Happier Than Ever                        |
| 2021                                                                                          | "Goldwing"                  | —                            | —                            | —                            | —                            | —                            | —                            | —                            | —                            | 72                           | —                            | - PMB: 1× Ouro | Happier Than Ever                        |
| 2021                                                                                          | "OverHeated"                | —                            | —                            | —                            | —                            | —                            | —                            | —                            | —                            | 85                           | —                            | - PMB: 1× Platina | Happier Than Ever                        |
| 2021                                                                                          | "Everybody Dies"            | —                            | —                            | —                            | —                            | —                            | —                            | —                            | —                            | 90                           | —                            | - PMB: 1× Ouro | Happier Than Ever                        |
| 2021                                                                                          | "Not My Responsibility"     | —                            | —                            | —                            | —                            | —                            | —                            | —                            | —                            | 98                           | —                            | - PMB: 1× Platina | Happier Than Ever                        |
| 2022                                                                                          | "TV"                        | 52                           | 81                           | 30                           | —                            | 173                          | 78                           | 22                           | 33                           | 30                           | 23                           | - PMB: 1× Diamante - ARIA: 1× Platina - BPI: 1× Ouro - IFPI AUT: 1× Ouro                                                               | Guitar Songs                             |
| 2022                                                                                          | "The 30th"                  | 79                           | —                            | 48                           | —                            | —                            | 100                          | —                            | 88                           | 48                           | 33                           | - PMB: 1× Ouro - ARIA: 1× Ouro | Guitar Songs                             |
| 2024                                                                                          | "Skinny"                    | 18                           | —                            | —                            | 38                           | 34                           | —                            | 56                           | —                            | 22                           | —                            | - RIAA: 1× Ouro - MC: 1× Ouro | Hit Me Hard and Soft                     |
| 2024                                                                                          | "Chihiro"                   | 12                           | 35                           | 3                            | 21                           | 12                           | 10                           | 20                           | 4                            | 12                           | 7                            | - RIAA: 1× Platina - BPI: 1× Ouro - MC: 2× Platina                                                                                     | Hit Me Hard and Soft                     |
| 2024                                                                                          | "Wildflower"                | 17                           | 44                           | 24                           | 45                           | 42                           | 22                           | 64                           | 14                           | 20                           | 7                            | - RIAA: 1× Platina - BPI: 1× Ouro - MC: 2× Platina                                                                                     | Hit Me Hard and Soft                     |
| 2024                                                                                          | "The Greatest"              | 24                           | —                            | —                            | —                            | 50                           | —                            | 76                           | —                            | 27                           | —                            | - RIAA: 1× Ouro - BPI: 1× Prata - MC: 1× Platina                                                                                       | Hit Me Hard and Soft                     |
| 2024                                                                                          | "The Diner"                 | 31                           | —                            | —                            | —                            | 62                           | —                            | 100                          | —                            | 32                           | —                            | - RIAA: 1× Ouro - MC: 1× Ouro | Hit Me Hard and Soft                     |
| 2024                                                                                          | "Bittersuite"               | 36                           | —                            | —                            | —                            | 66                           | —                            | —                            | —                            | 34                           | —                            | | Hit Me Hard and Soft                     |
| 2024                                                                                          | "Blue"                      | 25                           | 57                           | —                            | —                            | 44                           | —                            | 54                           | —                            | 23                           | —                            | - RIAA: 1× Ouro - BPI: 1× Prata - MC: 1× Platina                                                                                       | Hit Me Hard and Soft                     |
| "—" indica que a gravação não foi incluída nas paradas ou não foi distribuída naquela região. |                             |                              |                              |                              |                              |                              |                              |                              |                              |                              |                              | |                                          |

## Outras aparições
| Título                | Ano  | Artista(s)        | Álbum                         |
| --------------------- | ---- | ----------------- | ----------------------------- |
| "Sirens"              | 2018 | Denzel Curry, JID | Ta13oo                        |
| "Sunny"               | 2020 | FINNEAS           | Together at Home              |
| "Never Felt So Alone" | 2023 | Labrinth          | Ends & Begins                 |
| "Soft Kissing Hour"   | 2024 | Nat & Alex Wolff  | Não adicionado à nenhum álbum |

## Créditos de composição e produção
| Título              | Ano  | Artista(s)             | Álbum                                            |
| ------------------- | ---- | ---------------------- | ------------------------------------------------ |
| "Your Eyes"         | 2017 | The Knocks, Tayla Parx | Testify                                          |
| "Tear Myself Apart" | 2019 | Tate McRae             | All the Things I Never Said                      |
| "Nobody Like U"     | 2022 | 4*TOWN                 | Turning Red (Original Motion Picture Soundtrack) |
| "1 True Love"       | 2022 | 4*TOWN                 | Turning Red (Original Motion Picture Soundtrack) |
| "U Know What's Up"  | 2022 | 4*TOWN                 | Turning Red (Original Motion Picture Soundtrack) |
| "Soft Kissing Hour" | 2024 | Nat & Alex Wolff       | Não adicionado à nenhum álbum                    |

## Videografia

### Videoclipes
| Título                           | Ano                    | Versão                 | Diretor(es)                 | Ref.                   |
| Como artista principal           | Como artista principal | Como artista principal | Como artista principal      | Como artista principal |
| -------------------------------- | ---------------------- | ---------------------- | --------------------------- | ---------------------- |
| "Ocean Eyes"                     | 2016                   | Original               | Megan Thompson              | [ 80 ]                 |
| "Six Feet Under"                 | 2016                   | Original               | Billie Eilish               | [ 81 ]                 |
| "Ocean Eyes"                     | 2016                   | Performance de dança   | WeWrkWknds                  | [ 82 ]                 |
| "Bellyache"                      | 2017                   | Original               | Miles and AJ                | [ 83 ]                 |
| "Bored"                          | 2017                   | Original               | Billie Eilish               | [ 84 ]                 |
| "Watch"                          | 2017                   | Original               | Megan Park                  | [ 85 ]                 |
| "Idontwannabeyouanymore"         | 2018                   | Vertical               | Eli Born                    | [ 86 ]                 |
| "Lovely" (com Khalid)            | 2018                   | Original               | Taylor Cohen, Matty Peacock | [ 87 ]                 |
| "Hostage"                        | 2018                   | Original               | Henry Scholfield            | [ 88 ]                 |
| "You Should See Me in a Crown"   | 2018                   | Vertical               | Billie Eilish               | [ 89 ]                 |
| "When the Party's Over"          | 2018                   | Original               | Carlos López Estrada        | [ 90 ]                 |
| "Bury a Friend"                  | 2019                   | Original               | Michael Chaves              | [ 91 ]                 |
| "Bad Guy"                        | 2019                   | Original               | Dave Meyers                 | [ 92 ]                 |
| "You Should See Me in a Crown"   | 2019                   | Original               | Takashi Murakami            | [ 93 ]                 |
| "Bad Guy"                        | 2019                   | Vertical               | Dave Meyers                 | [ 94 ]                 |
| "All the Good Girls Go to Hell"  | 2019                   | Original               | Rich Lee                    | [ 95 ]                 |
| "Xanny"                          | 2019                   | Original               | Billie Eilish               | [ 96 ]                 |
| "Everything I Wanted"            | 2020                   | Original               | Billie Eilish               | [ 97 ]                 |
| "My Future"                      | 2020                   | Original               | Andrew Onorato              | [ 98 ]                 |
| "No Time to Die"                 | 2020                   | Original               | Daniel Kleinman             | [ 99 ]                 |
| "Therefore I Am"                 | 2020                   | Original               | Billie Eilish               | [ 100 ]                |
| "Lo Vas A Olvidar" (com Rosalía) | 2021                   | Original               | Nabil                       | [ 101 ]                |
| "Your Power"                     | 2021                   | Original               | Billie Eilish               | [ 102 ]                |
| "Lost Cause"                     | 2021                   | Original               | Billie Eilish               | [ 103 ]                |
| "NDA"                            | 2021                   | Original               | Billie Eilish               | [ 104 ]                |
| "Happier Than Ever"              | 2021                   | Original               | Billie Eilish               | [ 105 ]                |
| "Male Fantasy"                   | 2021                   | Original               | Billie Eilish               | [ 106 ]                |
| "What Was I Made For?"           | 2023                   | Original               | Billie Eilish               | [ 107 ]                |
| "Lunch"                          | 2024                   | Original               | Billie Eilish               | [ 108 ]                |
| "Chihiro"                        | 2024                   | Original               | Billie Eilish               | [ 109 ]                |
| "Birds of a Feather"             | 2024                   | Original               | Aidan Zamiri                | [ 110 ]                |
| Como artista convidada           |                        |                        |                             |                        |
| "Guess featuring Billie Eilish"  | 2024                   | Original               | Aidan Zamiri                | [ 111 ]                |